# 168 Sibylla
168 Sibylla је астероид. Приближан пречник астероида је 148,39 km,
а средња удаљеност астероида од Сунца износи 3,378 астрономских јединица (АЈ).
Инклинација (нагиб) орбите у односу на раван еклиптике је 4,634 степени, а орбитални период износи 2267,858 дана (6,209 година). Ексцентрицитет орбите астероида износи 0,068.
Апсолутна магнитуда астероида износи 7,94 а геометријски албедо 0,053.
Астероид је откривен 28. септембра 1876. године.